# Langur čínský
Langur čínský (Rhinopithecus roxellana) je úzkonosý primát (Catarrhini) z čeledi kočkodanovití (Cercopithecidae).

## Systematika
Vědecká synonyma:
- Pygathrix roxellana
- Pygatrix roxellana[2]

Někdejší národní názvy:
- langur tibetský
- opice tibetská[2]

Jsou uznány tři poddruhy langura čínského: 
- Rhinopithecus roxellana hubeiensis, Y. Wang, Jiang & Li, 1998
- Rhinopithecus roxellana qinlingensis, Y. Wang, Jiang & Li, 1998
- Rhinopithecus roxellana roxellana, Milne-Edwards, 1870

## Výskyt

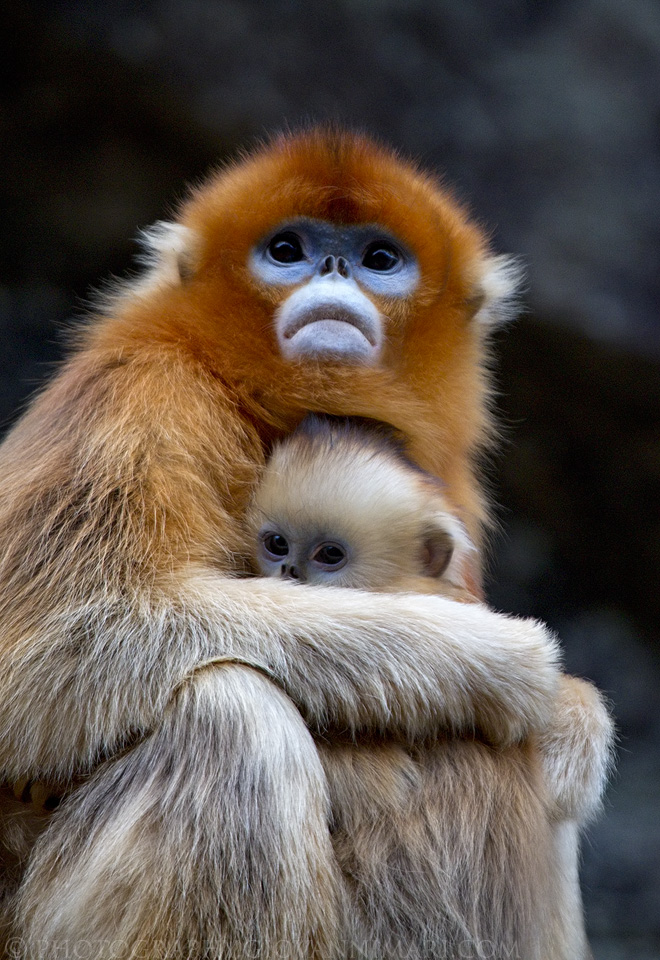
Samice a mládě langura čínského

Langur čínský žije pouze v západních částech centrální Číny. Obývá lesy v horách mírného pásma v provinciích s názvem Sečuán, Kan-su, Chu-pej a Šen-si.

## Popis
Samci langurů čínských měří na délku asi 58 až 68 cm, samice jsou menší, měří 47 až 52 cm. Ocas je dlouhý 50 až 70 cm. Průměrná hmotnost samců je odhadována na 20 kg, samice jsou lehčí, váží 6 až 12 kg.
Zbarvení tohoto druhu se pohybuje od šedé a plavé přes zlatavou, hnědou až po rezavou a rezavooranžovou. Kromě jiného závisí na věku a pohlaví jedince. Barva kolem kulatých, lehce madlovitých očí s černými zornicemi je bělavá až namodralá či světle modrá. Srst mláďat je světlá, zpočátku bělavá, našedlá, později nažloutlá.

## Chování
Zcela převažující část života tráví na stromech. Výzkum v letech 2003–2004 v čínské oblasti Čchien-ťia-pching v přírodní rezervaci Šen-nung-ťia prokázal, že opice strávily na stromech 97,1 % času, a to především ve střední (74,4 %) a horní stromové vrstvě (17,4 %). Přes 94 % stromů bylo vysokých více než šest metrů.
Langur čínský žije ve skupinách, které v létě sestávají až z 200 jedinců (resp. až z 600 jedinců), zatímco v zimě se rozdrobí na skupiny o 20 až 30 členech. Tlupa se skládá z menších skupin (rodin) tvořených samcem, asi čtyřmi samicemi a mláďaty. Největší autoritu má samec s největším počtem samic. Život ve skupinách poskytuje opicím spolehlivější ochranu před predátory (více očí více vidí), sociální kontakt, ochranu před zimou (v mrazivých dnech se členové rodiny schoulí k sobě a zahřívají se) aj.
V létě languři čínští žijí v rozlehlých horských listnatých, smíšených a jehličnatých lesích v nadmořské výšce 1400 až 2800 metrů. Na zimu se uchylují na místa v nižší nadmořské výšce (v rámci uvedeného rozpětí).
Typickým znakem langurů čínských je užívání neobvykle velkého domovského okrsku. Ten úzce souvisí s rozložením a hojností zdrojů potravy. Při monitorování v pohoří Čchin-ling bylo zjištěno, že na jaře opice využívaly okrsek o ploše 14,1 km2, v létě 9,5 km2, na podzim 12,1 km2 a v zimě 12,3 km2. Celková využitá plocha byla 22,5 km2. Sezónní změny odpovídají fenologickým fázím vegetace.
Opice jsou aktivní ve dne, přičemž krmení se věnují téměř stejně dlouho jako odpočinku (okolo 36 % času); okolo 30 % času zabírá pohyb a ca 5 % jiné sociální chování.

### Potrava
Langur čínský je býložravec. Skladba potravy se však liší podle ročního období a podle lokality.
V oblasti výskytu se vegetace mění s nadmořskou výškou od listnatých lesů v nízkých nadmořských výškách po smíšené lesy (nad 2200 m n. m.) a jehličnaté lesy (nad 2600 m n. m.). Obecně se opice živí listy, pupeny, květy, plody, semeny a kůrou listnatých stromů (v jehličnatých lesích jehlicemi, pupeny, semeny a kůrou borovic, jedlí a smrků), lišejníky, bylinami a výhonky různých rostlin.
Podle výzkumu se languři čínští v přírodní rezervaci Šen-nung-ťia živili především lišejníky, mladými listy, zralými listy, květy, plody nebo semeny a pupeny ve středních a vyšších vrstvách stromového patra, kůrou v nižších a středních vrstvách a bylinami na zemi.

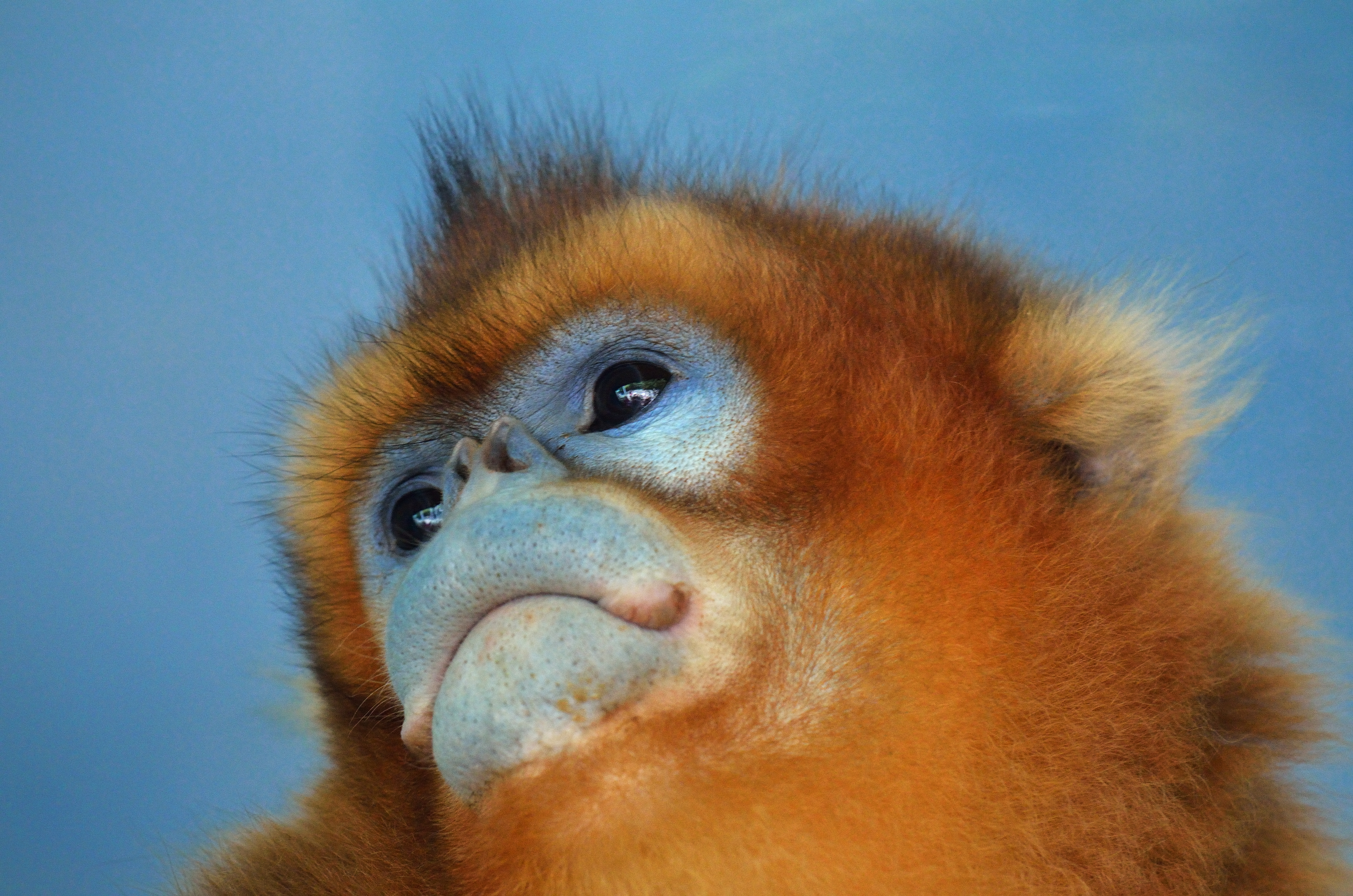
Pohlavní zralost samců signalizují výstupky na horním rtu

### Rozmnožování
K páření samce se samicí dochází v srpnu až říjnu. Březost trvá 193–203 dní. V březnu až červnu samice porodí jedno mládě (dvě zcela výjimečně). Nejvíce porodů připadá na duben. Péči o novorozené mládě zajišťuje především matka; kojí ho, zahřívá, čistí a chrání. Na výchově se podílí i otec a ostatní samice ve skupině (rodině). Pro nerodičovskou péči má angličtina výraz allomothering – zahrnuje nošení, dotyky, čistění, ochranu kojenců před predátory nebo druhově příbuznými (kojencům hrozí nebezpečí, pokud by dominantní samec prohrál souboj s dospělým samcem, který chce jeho rodinu převzít; viz též infanticida) aj. 
Juvenilní (nedospělé) samičky zůstávají u matky, zatímco juvenilní samečci vytvářejí skupinu a významnou část dne tráví hrou. Samci dosahují pohlavní dospělosti ve věku asi sedmi let a samice mezi čtyřmi až pěti lety. Dospělá samice rodí každé dva roky. Délka života se uvádí 25–30 let.

## Predace
Predátorem langura čínského je dhoul sibiřský (Cuon alpinus), vlk (Canis lupus), levhart (Panthera pardus), kočka Temminckova (Catopuma temmincki), orel skalní (Aquila chrysaetos), jestřáb lesní (Accipiter gentilis), také stromoví hadi aj.

## Ohrožení
Nebezpečí pro tento druh představuje ztráta přirozeného prostředí. Opice jsou rovněž zabíjeny pro srst, maso a kosti. Podle Mezinárodního svazu ochrany přírody se jedná o ohrožený taxon s populací do 20 000 exemplářů. Tendence je spíše klesající.
Uvádí se, že poddruhu Rhinopithecus roxellana roxellana žije asi 10 000 jedinců v pohořích Sečuánu, a to ve 100 skupinách (6000 jedinců v Min-šan, 3500 v Čchiung-laj-šan a 500 v Ta-siang-ling a Siao-sien-ling), asi 800 jedinců v osmi skupinách v Kan-su a asi 170–200 v jedné nebo dvou skupinách v Šen-si.
Poddruhu Rhinopithecus roxellana qinlingensis se uvádí přibližně 4400 jedinců ve 39 skupinách. Přibližně polovina z nich jsou dospělí jedinci. Od poloviny 90. let se zdá, že se populace stabilizovala.
Zástupců poddruhu Rhinopithecus roxellana hubeiensis je nejméně, uvádí se okolo 1100 jedinců v 5–6 skupinách.

### Audiovizuální dokumenty
Skrytá království čínské divočiny. 5. epizoda: Les plný langurů. Velká Británie 2019. TV dokument. 44 min. V orig. The hidden kingdoms of China. [Osou dokumentu je vývoj mláděte od narození do věku jednoho roku.] 